# Condado de Keith
O Condado de Keith é um dos 93 condados do estado norte-americano de Nebraska. A sede do condado é Ogallala, que é também a sua maior cidade. O condado tem uma área de 2875 km² (dos quais 127 km² estão cobertos por água), uma população de 8875 habitantes, e uma densidade populacional de 3,1 hab/km² (segundo o censo nacional de 2000). O condado foi fundado em 1873 e o seu nome é uma homenagem a Morrill C. Keith, rancheiro e avô do 18.º governador do Nebraska Keith Neville.